# 恒岡光興
恒岡 光興（つねおか みつおき、1939年（昭和14年） - ）は、伊賀陶芸作家。日本工芸会正会員（1988年認定）、伝統工芸士（伊賀焼）。三重県阿山郡（現・伊賀市）生まれ。
1962年（昭和37年）に立命館大学卒業。1970年（昭和45年）に滋賀県立信楽窯業試験場技術研修生2年課程修了し、陶芸家の道に進んだ。

## 主な入選歴
- 日本伝統工芸展
- 朝日陶芸展
- 日本陶芸展
- 中日国際陶芸展
- 陶芸ビエンナーレ
- 東海伝統工芸展

| スタブアイコン | サブスタブ | この項目は、まだ閲覧者の調べものの参照としては役立たない、人物に関連した書きかけの項目です。この項目を加筆・訂正などしてくださる協力者を求めています（P:人物伝/PJ:人物伝）。 |